# Nauplios
Naupolis var en person i grekisk mytologi. Han var son till havsguden Poseidon och nymfen Amymone. Själv var han far till Palamettes.
En annan person med namnet Nauplios var son till Klytoneos, en av argonauterna. Då grekerna i trojanska kriget hade dödat Naupolis son, hämnades han genom att med falska fyrar låta de hemvändande lida skeppsbrott. Sagan om Nauplios behandlas av flera tragediförfattare. Han framställde även som en havsgudomlighet som tänktes kasta utsatta barn i vattnet.